# 日出る国の工場
『日出る国の工場』（ひいずるくにのこうじょう）は村上春樹、安西水丸共著のエッセイ集。

## 概要
1987年4月1日、平凡社より書き下ろしエッセイ集として刊行された。「あとがき」及び表紙、挿絵を安西が担当している。装丁は新谷雅弘。1990年3月28日、新潮社より新潮文庫として文庫化された。
1986年1月から8月にかけて取材を行った各工場に関する訪問記・エッセイで、訪問場所は結婚式場や農場など全7箇所。村上はこれらについて「個人的興味で選んだもの」としている。